# 萬霽
萬霽（1386年—？），字季丙，江西吉安府安福縣人，明朝政治人物。進士出身。

## 生平
江西鄉試第二十七名。宣德五年（1430年）丁丑科會試第三十一名，殿試登進士第三甲第五十三名。

## 家族
曾祖父萬泰軒。祖父萬啟吾，曾任元白沙鎮巡檢。父亲萬靜安。